# Барышник, Владислав
Владислав Барышник (29 августа 1996) — немецкий боксёр. Чемпион Германии (2017, 2018). Бронзовый призёр чемпионата Германии (2014, 2016).

## Любительская карьера
В июне 2012 года завоевал бронзовую медаль юношеского чемпионата Европы в легчайшей весовой категории (до 57 кг).
В апреле 2013 года стал чемпионом Германии среди юношей в лёгкой весовой категории (до 60 кг).
В июне 2014 года стал чемпионом Германии среди юношей в лёгкой весовой категории (до 60 кг).
В октябре 2014 года выиграл чемпионат Германии среди юношей до 21 года в лёгкой весовой категории (до 60 кг).

### Чемпионат Германии 2014
Выступал в лёгкой весовой категории (до 60 кг). В четвертьфинале победил Арбиана Зефажа. В полуфинале проиграл Атде Гаши.

### Чемпионат Германии 2015
Выступал в первой полусредней весовой категории (до 64 кг). В четвертьфинале проиграл Владимиру Фрусоргеру.

### Чемпионат Германии 2016
Выступал в первой полусредней весовой категории (до 64 кг). В 1/8 финала победил Даниэля Ясса. В четвертьфинале победил Андрея Дегальцева. В полуфинале проиграл Кастриоту Сопе.

### Чемпионат Европы 2017
Выступал в первой полусредней весовой категории (до 64 кг). В 1/16 финала победил грузина Лашу Гурули. В 1/8 финала проиграл поляку Матеушу Польскому.

### Чемпионат Германии 2017
Выступал в первой полусредней весовой категории (до 64 кг). В четвертьфинале победил Хагена Ворофку. В полуфинале победил Дениса Гаши. В финале победил Эдисона Зани.
В марте 2018 года завоевал бронзовую медаль чемпионата Европы среди юношей до 22 лет в первом полусреднем весе (до 64 кг).

### Чемпионат Германии 2018
Выступал в лёгкой весовой категории (до 63 кг). В четвертьфинале победил Башира Идиева. В полуфинале победил Фидаима Браими. В финале победил Даниэля Кроттера.

### Европейские игры 2019
Выступал в первой полусредней весовой категории (до 64 кг). В 1/16 финала проиграл сербу Александру Коновалову.

### Чемпионат мира 2019
Выступал в лёгкой весовой категории (до 63 кг). В 1/32 финала проиграл турку Тугрулу Эрдемиру.

## Профессиональная карьера
Дебютировал на профессиональном ринге 4 февраля 2023 года, победив по очкам.

## Статистика боёв
В таблице перечислены результаты всех поединков боксёров.
В каждой строке указан результат поединка. Дополнительно номер поединка обозначен цветом, который обозначает итог поединка. Расшифровка обозначений и цветов представлена в нижеследующей таблице.
| Пример | Расшифровка                     |
| ------ | ------------------------------- |
|        | Победа                          |
|        | Ничья                           |
|        | Поражение                       |
|        | Планируемый поединок            |
|        | Поединок признан несостоявшимся |
| КО     | Нокаут                          |
| ТКО    | Технический нокаут              |
| PTS    | Решение судей (по очкам)        |
| UD     | Единогласное решение судей      |
| MD     | Решение большинства судей       |
| SD     | Раздельное решение судей        |
| RTD    | Отказ от продолжения боя        |
| DQ     | Дисквалификация                 |
| NC     | Поединок признан несостоявшимся |

| Бой | Дата           | Соперник                  | Место проведения                                               | Результат | Примечание                    |
| --- | -------------- | ------------------------- | -------------------------------------------------------------- | --------- | ----------------------------- |
| 1   | 4 февраля 2023 | Бека Мурджикнели (6-26-1) | Argensporthalle, Ванген-им-Алльгой, Баден-Вюртемберг, Германия | UD4 (4)   | Счёт: 40-36 и 39-37 (дважды). |
| Бой | Дата           | Соперник                  | Место проведения                                               | Результат | Примечание                    |

## Титулы и достижения
- 2012  Бронзовый призёр юношеского чемпионата Европы в легчайшем весе (до 57 кг).
- 2013  Чемпион Германии среди юношей в лёгком весе (до 60 кг).
- 2014  Чемпион Германии среди юношей в лёгком весе (до 60 кг).
- 2014  Чемпион Германии среди юношей до 21 года в лёгком весе (до 60 кг).
- 2014  Бронзовый призёр чемпионата Германии в лёгком весе (до 60 кг).
- 2016  Бронзовый призёр чемпионата Германии в первом полусреднем весе (до 64 кг).
- 2017  Чемпион Германии в первом полусреднем весе (до 64 кг).
- 2018  Бронзовый призёр чемпионата Европы среди юношей до 22 лет в первом полусреднем весе (до 64 кг).
- 2018  Чемпион Германии в лёгком весе (до 63 кг).